# Riserva naturale Piramidi di Zone
La riserva naturale Piramidi di Zone è un'area naturale protetta caratterizzata dalla presenza di camini delle fate, risultato della forza erosiva dell'acqua. Percorrendo la strada che porta al comune di Zone dalla sponda orientale del Lago d'Iseo ci si trova di fronte a un affascinante paesaggio  che costituisce un'importante testimonianza dell'evoluzione geologica del periodo glaciale e post-glaciale alpino.
La zona circostante è stata dichiarata riserva regionale e rappresenta un'importante attrattiva turistica.
L'ingresso alla riserva è gratuito e al suo interno è presente un itinerario escursionistico ad anello da percorrere a piedi in circa un'ora.

## Localizzazione
Le Piramidi si trovano sull'altopiano di Cislano a Zone, comune situato sul lato nord-est del Lago d'Iseo, in provincia di Brescia, ad un'altitudine di circa 600 metri, che può essere raggiunto da Marone prendendo la strada provinciale che collega Brescia alla Val Camonica.

## Processo di formazione
L'azione fisica delle acque dilavanti e il potere corrosivo dell'acido carbonico, prodotto dalla reazione chimica dell'anidride carbonica contenuta nelle acque meteoriche a contatto col detrito morenico (deposito tipicamente glaciale), dà seguito a processi erosivi da cui prende il via la formazione delle Piramidi di terra.

## Origine
Durante la glaciazione del Riss (circa 150 000 anni fa), da una lingua laterale dell'imponente ghiacciaio camuno, dilatatosi dal bacino ora occupato dal Lago d'Iseo, venne deposto un vasto deposito morenico che ostruì la testata della valle impedendo il normale deflusso dei torrenti. I continui detriti trasportati dai torrenti formarono l'altopiano di Cislano a Zone. La diga morenica venne erosa dall'acqua piovana e dai ruscelli che scendevano veloci dalla montagna formando nel terreno canali sempre più profondi e larghi che hanno dato inizio alla formazione delle Piramidi di terra e sassi. La costante erosione dei lati delle stesse le ha modellate nel tempo a forma di colonne di argilla sempre più strette e alte. Sulla sommità delle colonne sono rimasti dei grossi sassi che, insieme al formarsi di uno strato costituito da materiale fine (prevalentemente limo) intorno alle colonne stesse, le ha protette dall'erosione e ne ha impedito il crollo dando origine allo spettacolare fenomeno delle Piramidi.

## Descrizione

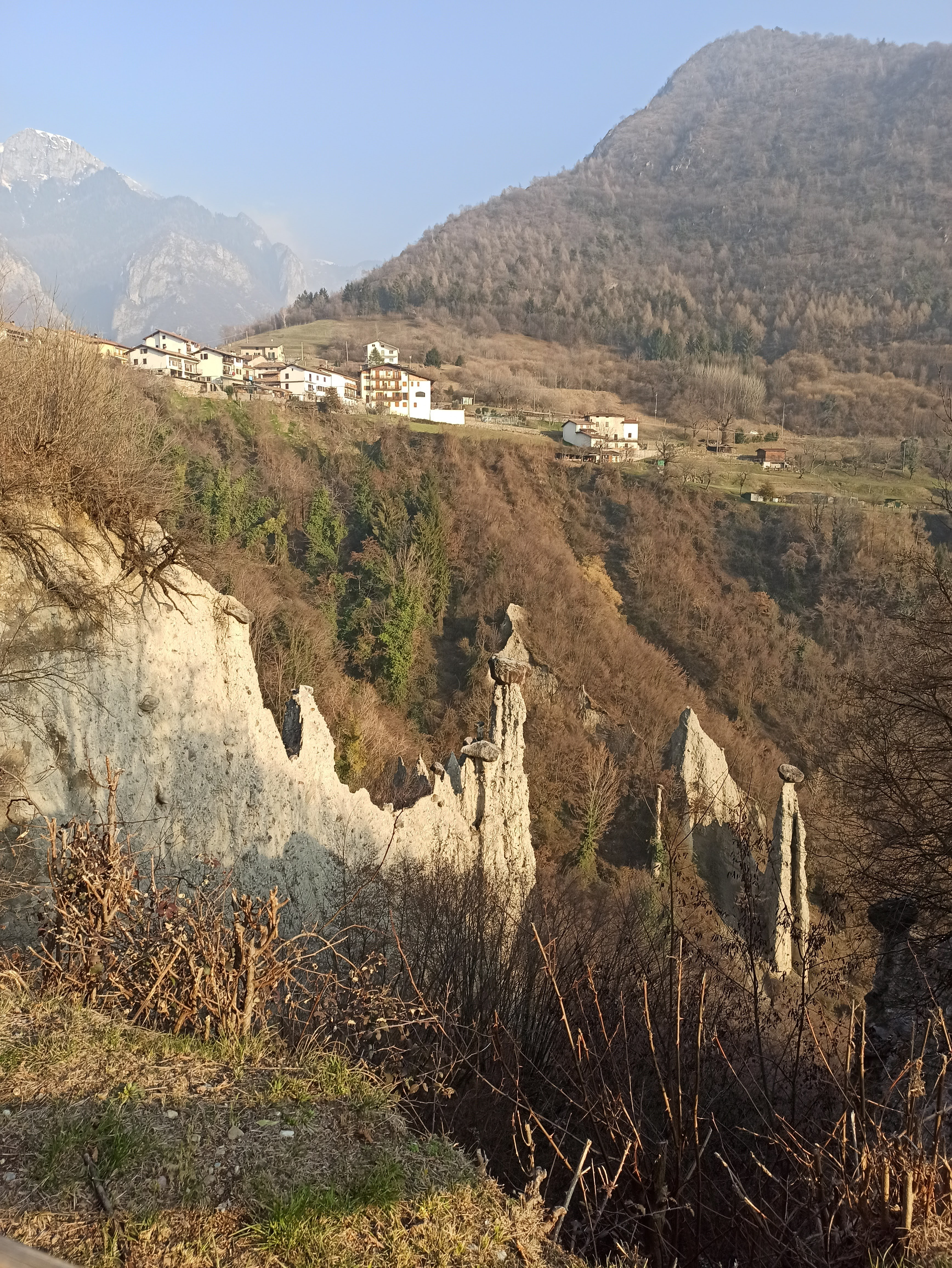
Vista sul paese di Zone dalle Piramidi

Le Piramidi di Zone offrono uno scenario particolarmente spettacolare non solo per le diverse forme e le imponenti dimensioni (la più imponente presenta un'altezza di circa 30 metri, un diametro alla base di 8 metri ed è protetta alla sommità da un masso di quattro metri di diametro), ma anche per il contrasto dei colori dato dal violaceo delle piramidi e delle quinte da cui emergono, dal verde intenso della fitta boscaglia e da quello più brillante del pianoro sovrastante oltre che dalle chiare cime calcaree che coronano lo sfondo. In autunno questi colori virano acquistando toni più svariati e caldi e rendendo lo spettacolo ancora più affascinante. Il continuo processo di erosione produce continui cambiamenti nelle Piramidi di Zone, cambiamenti osservabili anche a distanza di poche decine di anni, infatti ancora oggi nuovi esemplari vengono a crearsi e altri si distruggono lasciando in alcune zone solchi molti profondi simili a canyon.